# Anachis catenata
Anachis catenata är en snäckart som först beskrevs av Sowerby 1844.  Anachis catenata ingår i släktet Anachis och familjen Columbellidae. Inga underarter finns listade i Catalogue of Life.